# Mihraç Ural
 (août 2019).
Si vous disposez d'ouvrages ou d'articles de référence ou si vous connaissez des sites web de qualité traitant du thème abordé ici, merci de compléter l'article en donnant les références utiles à sa vérifiabilité et en les liant à la section « Notes et références ».
Mihraç Ural aussi connu sous le nom d'Ali Kayyali (en arabe : علي كيالي) est un militant turco-syrien alaouite qui dirige le groupe gouvernemental pro-syrien, la Résistance syrienne (anciennement connu sous le nom de Front populaire de libération du Sanjak d'Iskandarun).

## Histoire
Ural est né en 1956 dans la province de Hatay, en Turquie. Il a étudié l'Université de la philosophie d'Istanbul. Il est un arabe d'Alexandrette de confession alaouite.
Ural a été arrêté le 10 mars 1978 pour un vol de banque et a été emprisonné à Adana où il s'est échappé par un tunnel de 150 m en août 1980. Après s'être échappé de prison, il s'est enfui en Syrie où Jamil el-Assad lui a accordé la citoyenneté syrienne. Il dirigeait une faction dissidente du DHKP-C.
En 1982, il a été arrêté à Stuttgart en Allemagne et a passé du temps en prison. Depuis 1986, il dirige le Front populaire de libération du Sanjak d’Iskandarun, désormais connu sous le nom de Résistance syrienne. Il a été arrêté et détenu à la prison de Fleury-Mérogis en France en 1988.
En mars 2016, le groupe de rebelles syriens Ahrar al-Sham a affirmé à tort l'avoir tué.
Après l'effondrement du gouvernement baasiste fin 2024, Ural a accordé une interview en 2025 pour discuter de son point de vue sur la chute du gouvernement, affirmant que l'armée avait reçu l'ordre de ne pas résister à l'offensive de HTC, malgré la volonté de nombreux soldats de se battre. Il a déclaré que la Résistance syrienne considérait que « le dossier Assad était clos. Assad ne peut plus revenir, il ne peut rien faire [...] Nous n'avons plus de chemin à parcourir avec Bachar al-Assad. Que ce soit par l'arrestation de Bachar al-Assad ou par une action qu'il a menée de son propre chef. » Il a ajouté qu'il estimait que les Alaouites de Syrie avaient besoin d'un modèle fédéral pour garantir leur capacité à se défendre contre les massacres sectaires et que les Alaouites devaient collaborer avec les Druzes et les Kurdes contre le nouveau gouvernement islamiste syrien et Israël.